# NGC 4959
NGC 4959 ist eine 14,6 mag helle Spiralgalaxie vom Hubble-Typ Sa im Sternbild Jagdhunde am Nordsternhimmel. Sie ist schätzungsweise 438 Millionen Lichtjahre von der Milchstraße entfernt und hat einen Durchmesser von etwa 105.000 Lj.
Das Objekt wurde am 29. April 1827 von John Herschel entdeckt.